# Latzigsee bei Borken
Latzigsee bei Borken este o arie protejată (arie specială de conservare — SAC, sit de importanță comunitară — SCI) din Germania întinsă pe o suprafață de 122 ha, integral pe uscat.

## Localizare
Centrul sitului Latzigsee bei Borken este situat la coordonatele 53°32′24″N 14°11′56″E / 53.54°N 14.1989°E.

## Înființare
Situl Latzigsee bei Borken a fost declarat sit de importanță comunitară în aprilie 2004 pentru a proteja 1 specie de plante și 6 specii de animale. Situl a fost protejat și ca arie specială de conservare în august 2016.

## Biodiversitate
Situată în ecoregiunea continentală, aria protejată conține 3 habitate naturale: Ape puternic oligomezotrofe cu vegetație bentonică cu Chara spp., Mlaștini alcaline, Păduri aluvionare cu Alnus glutinosa și Fraxinus excelsior (Alno-Padion, Alnion incanae, Salicion albae).
La baza desemnării sitului se află mai multe specii protejate:
- plante (1): moșișoare (Liparis loeselii)
- amfibieni (2): buhai de baltă cu burta roșie (Bombina bombina), triton cu creastă (Triturus cristatus)
- mamifere (1): vidră de râu (Lutra lutra)
- nevertebrate (3): fluturele purpuriu (Lycaena dispar), Vertigo angustior, Vertigo moulinsiana